# Râul Puturosu, Burla
Râul Puturosu este un curs de apă, afluent al râului Burla. 